# دارابگرد
دارابگرد  نام یکی از پنج ایالت پارس در ایران قدیم بوده‌است. به آن داراگِرد یا دارابجرد نیز گفته می‌شده‌است.
در مجموعهٔ چند جلدی دانشنامه جهان اسلام (جلد۱۶، ص ۶۶۴) در خصوص توابع دارابگرد آمده‌است:
«دارابگرد، کوره و شهری قدیمی و یکی از پنج کورهٔ ایالت فارس بود که بخشی از نواحی میانی، جنوب و جنوب شرقی استان فارس کنونی یعنی کمابیش محدودهٔ شهرستان‌های داراب، زرین دشت، فسا، جهرم، استهبان، نیریز و لارستان را شامل می‌شد.»
در خصوص مرزهای دریایی دارابگرد، در فصلنامهٔ تاریخ اسلام (سال هشتم، شماره مسلسل ۲۹، ص ۳۳–۶۵ بنادر ایرانی خلیج فارس در قرون میانی اسلام) صراحتاً آمده‌است که شرقی‌ترین سواحل فارس از آن کورهٔ دارابجرد بود که در مجاورت کرمان قرار داشت و دو شهر «لار» و «سورو» از بنادر دارابگرد در قرون میانی اسلامی معرفی شده‌اند.
در کتاب «فرهنگ واژه‌های فارسی در زبان عربی» تألیف شوشتری نیز شهر هرمزد کهنه (حوالی میناب) از بنادر بزرگ دارابگرد نامیده شده‌است.
دونالد ویتکم در مقالهٔ خویش در کتاب «تاریخ خلیج فارس از قدیم‌ترین دوران تاکنون» می‌نویسد:
«دارابگرد از کرانه‌های خلیج فارس تا کوه‌های بلند و فلات ایران ادامه می‌یافت.»

## دارابگرد در تاریخ

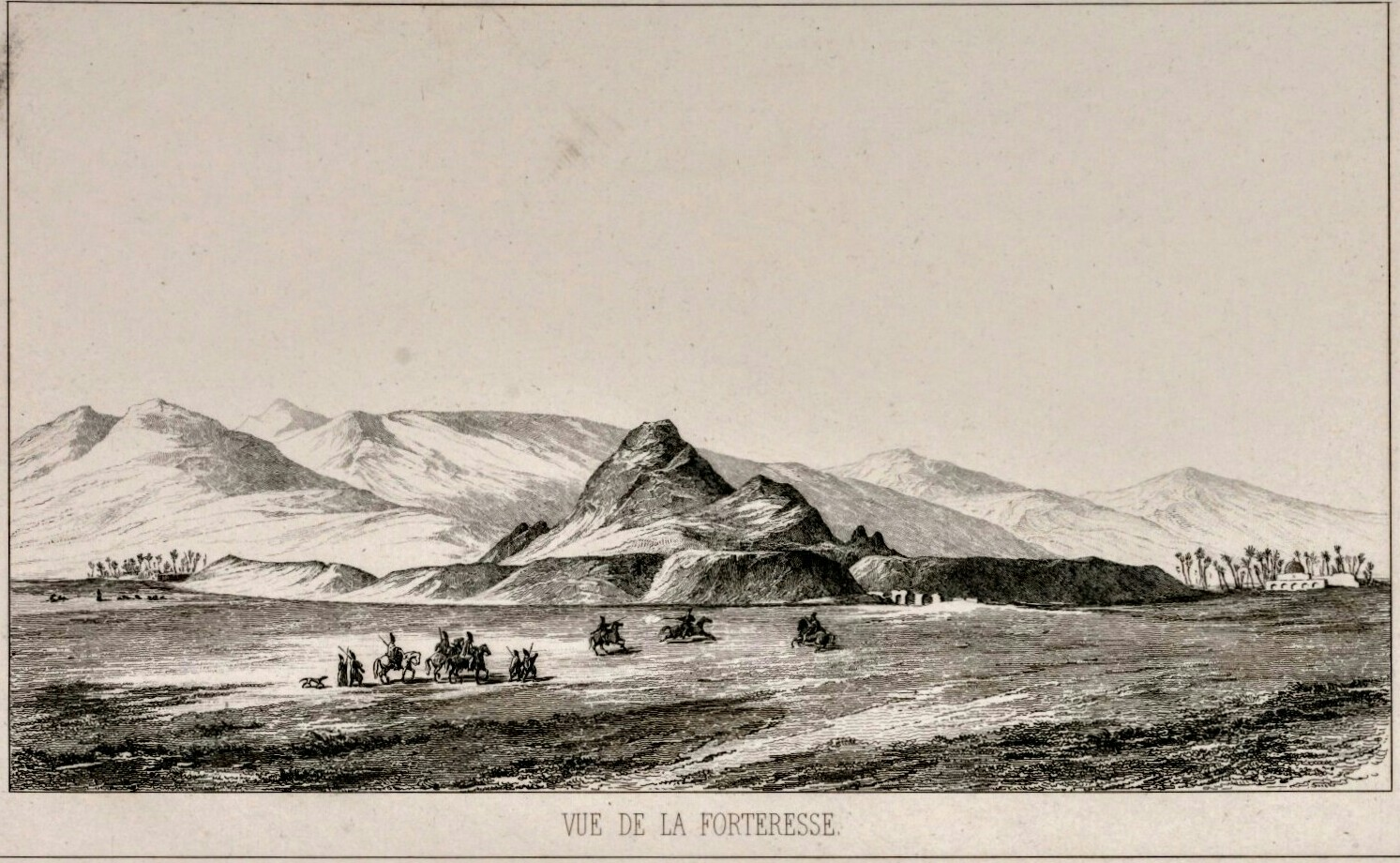
نگاره‌ای از شهر دارابگرد و دژ دارابگرد و موقعیت آن از کتاب «سفر در ایران» اثر پاسکال کوست در میان سال‌های ۱۸۴۰ تا ۱۸۴۲

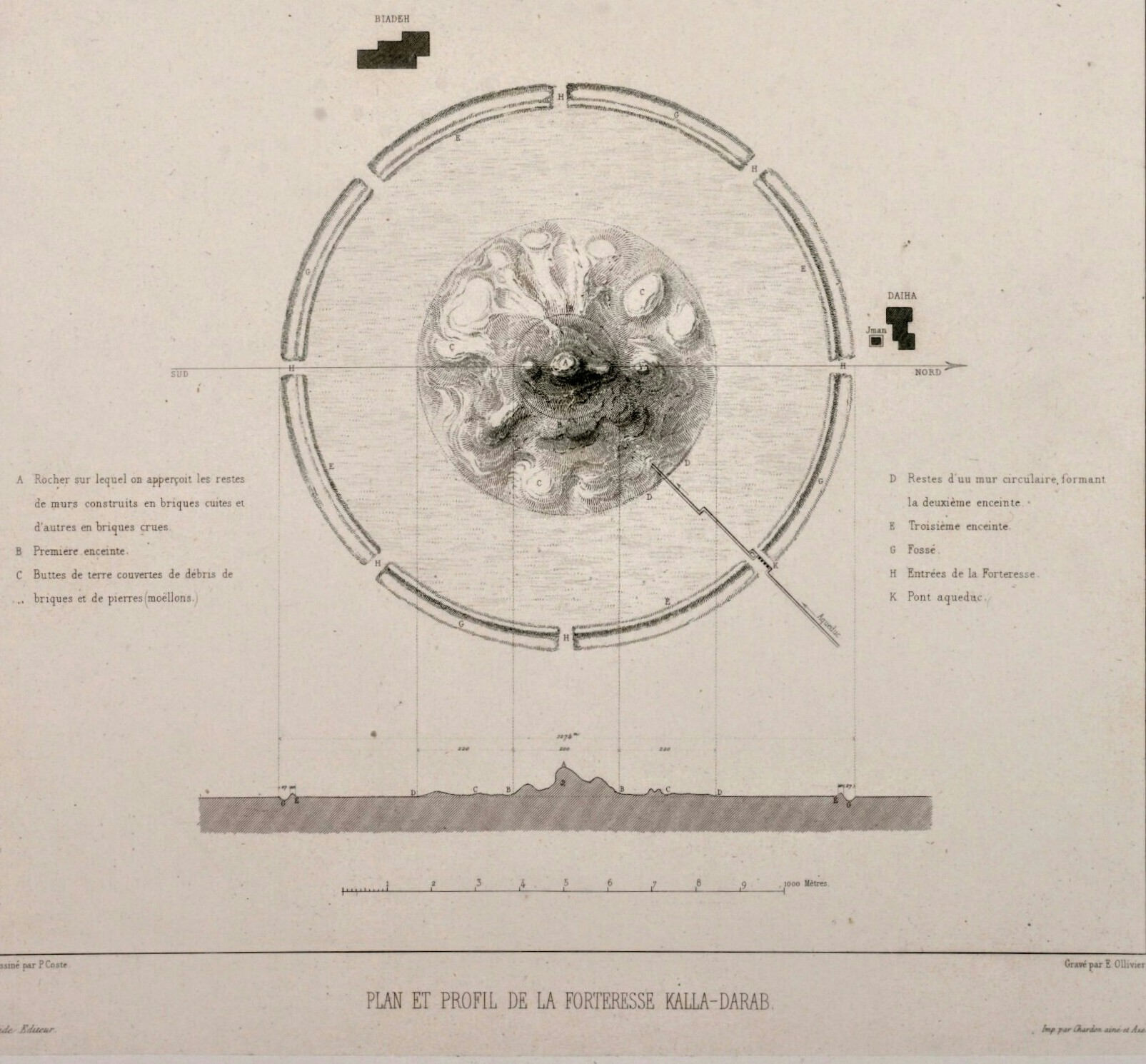
برشی از بالا از موقعیت شهر دارابگرد و دژ دارابگرد از کتاب «سفر در ایران» اثر پاسکال کوست در میان سال‌های ۱۸۴۰ تا ۱۸۴۲

در فاصله ۶ کیلومتری شهرستان داراب آثار شهر کهن دارابگرد نخستین پایتخت سلسله ساسانیان و یکی از قدیمی‌ترین شهرهای ایران باستان قرار دارد. این شهر که قدمت آن به عصر هخامنشیان می‌رسد. پیرامون شهر حصار مخروطی عظیمی از گل رس و سنگ و ملات آهک ساخته شده که ارتفاع آن به بیش از۱۰ متر می‌رسد این دیوار در طول زمان دچار فرسایش شده و ارتفاع آن اکنون به حدود ۷ متر می‌رسد وجود ماده چسبنده‌ای درمیان ملاط و گل به کار رفته در دیوار سبب شده با گذشت بیش از ۲۶۰۰ سال این دیوار با تخریب کم پابرجا و استوار باقی بماند. پشت دیوار خندق بزرگی برای حفاظت بیشتر از شهر ایجاد نموده بودند که دسترسی به شهر را در مواقع خطر بسیار مشکل می‌کرده‌است. عمق این خندق بیش از ۱۰ متر و عرض آن حدود۵۰ متر بوده‌است که این قسمت نیز دچار فرسایش شده‌است این خندق پیوسته مملو از آب بوده و به گفته مورخین متقدم در آن گیاهانی بوده که به دور پای افرادی که وارد خندق می‌شده‌اند می‌پیچیده ومانع از شنا کردن آن‌ها می‌شده‌است آب مورد نیاز خندق از رودخانه‌های اطراف ازجمله رود بال تأمین می‌شده‌است.
شهر باستانی و کهن داراب‌گرد از بناهای متعلق به عهد هخامنشیان، با قدمتی حدود ۲۵۰۰ سال است. دارابگرد دارای معماری خاص آن دوران به صورت مدور و با تأثیر از اردوگاه‌های نظامی حکومت آشور بنا شده و بنا به مقتضیات زمانه محصور در دیواره‌ای سراسر گلی به طول تقریبی ۶۴۰۰ متر دارای برجک و بارو، دروازه‌ها و پل‌های متحرک بوده و کانالی پر از آب به عرض متوسط ۳۰ متر و عمق ۴ الی ۵ متر آن را احاطه می‌کرده و شعاع آن برابر با ۱۰۲۰ متر و دارای مساحت اندکی بیش از ۳۲ کیلومتر مربع بوده‌است.

### داراب‌گرد در شاهنامه
مطابق روایات افسانه‌ای آنچنان‌که در منابع متعدد ازجمله تاریخ طبری و شاهنامه فردوسی آمده بنای شهر، توسط داراب از نوادگان اسفندیار پهلوان نامدار شاهنامه انجام گردیده‌است. با مطابقت تاریخ افسانه‌ای با تاریخ واقعی، احداث دارابگرد توسط داریوش بزرگ (۵۲۲ تا ۴۸۶ قبل از میلاد) یا داریوش دوم پسر اردشیر اول (۴۲۴ تا ۴۰۴ قبل از میلاد) صورت گرفته‌است. در قرون اخیر مطابق کاوش‌ها و تحقیقات باستان‌شناسی توسط ایران شناسانی نظیر گیرشمن احداث دارابگرد را به زمان اشکانیان مربوط دانسته‌اند که با تلفیق آنچه در متون قدیمی در مورد احداث این شهر آمده و در نظر گرفتن نظریات گیرشمن می‌توان پنداشت نطفه اولیه شهر به صورت پادگان نظامی و شهری کوچک، در زمان هخامنشیان به وجود آمده ولی در دوران اشکانیان گسترش یافته و با احداث تأسیسات جدید به صورت شهری بزرگ و پررونق درآمده باشد.

#### کوره یا استان داراب‌گرد در دوره ساسانی
اما اوج اهمیت و رونق داراب‌گرد به دوران ساسانیان مربوط می‌گردد. در اواخر عهد اشکانی به هنگام پادشاهی اردوان پنجم، حکمران داراب‌گرد اردشیر بابکان بود که کار خود را از این شهر آغاز نمود و سر به شورش برداشت و سرانجام با شکست اردوان عنوان پادشاهی یافت و شاهنشاهی ساسانی را بنیان نهاد. در زمان ساسانیان امپراتوری پهناور ایران به چهار ایالت مهم تقسیم شده بود که در راس هر ایالت یک سپهبد قرار داشت. این ایالات عبارت بودند از:
1. ایالت خاور خراسان، شامل نیشابور، هرات، مرو و … حاکم این ایالت را سپهبد خراسان می‌گفتند.
2. ایالت اپاختر شامل طبرستان، ری، قزوین، زنجان و آذربایجان که حاکم آن را سپهبد آذربایجان می‌نامیدند.
3. ایالت فارس و کرمان که شهرهای آن استخر، نی ریز، کازرون، فسا، دارابگرد و… بود و حاکم آن را سپهبد فارس می‌گفتند.

۴-ایالت خوروران که ۴۸ ناحیه در امتداد رودخانه فرات داشت و حاکم آن را سپهبد مغرب می‌نامیدند (تاریخ یعقوبی ص ۲۱.
چنان‌که مشخص است در این دوران ایالت فارس از تقسیمات چهارگانه شاهنشاهی به‌شمار می‌رفت و به‌دلیل وسعت زیاد و توجه به این مورد که از دیرباز مرکز مهم دیانت زرتشتی بود و جایگاه پادشاهان سر سلسله دودمان ساسانی به‌شمار می‌آمد، حائز اهمیت فراوان بود و بدین لحاظ از ایالات مهم کشور محسوب می‌گردید و تا مدت‌ها پایتخت پادشاهان این سلسله در آن قرار داشت. در ترجمه تاریخ یعقوبی آمده‌است: مرکز پادشاهان پارس -در آغاز سلطنت اردشیر بابکان- استخر از استان فارس بود. سپس پادشاهان پیوسته جابجا می‌شدند تا انوشیروان پسر قباد پادشاهی یافت و در مدائن فرود آمد و آن جا پایتخت گردید. (تاریخ یعقوبی ص ۲۱)
در تمام دوران ساسانیان، دارابگرد از مراکز مهم ایالت پارس محسوب می‌شد و بعد از اسلام نیز کماکان شهری با اهمیت و پررونق ماند اما در نیمه اول سده ششم هجری به‌دلیل وقوع جنگ‌های متعدد بین شاهان محلی شبانکاره با سلجوقیان، ویران شد و اهالی آن به نواحی بیرون خندق مهاجرت کردند. سرانجام در اواخر سده هشتم هجری شهر کنونی داراب بنا شد؛ و از این به بعد پسوند گِرد از انتهای آن حذف گردید و عنوان داراب را یافت.

#### ولایت داراب‌گرد در دوره اسلامی
در هفت کیلومتری جنوب غربی شهر کنونی داراب و در نزدیکی جاده داراب - فسا، در مجاورت روستای جمسی مدفن منسوب به دحیه‌بن‌مظفربن‌فروه (دحیه کلبی) برادر شیری (رضاعی) پیامبر اسلام واقع است. در عهدنامه صلح میان حسن بن علی و معاویه تنها خراج این شهر به حسن بن علی واگذار شده‌است.
با مراجعه به کتاب دست نوشته شهر من داراب به قلم مرحوم حسین آزما مطالب زیادی در مورد یکی از قدیمیترین شهرهای کشور باستانی ایران می‌توان بدست آورد.
مقارن با استیلای اتابکان سلغوری بر فارس، عشایر و ایل‌های شبانکاره که نسب خویش را به اردشیر بابکان می‌رساندند در ولایت اجدادی خود یعنی دارابگرد قدرت گرفته و یکی از رؤسای آن‌ها مشهور به فضلویه حسنویه در سال ۴۴۸ ق به ملک ابو منصور پولادستون پسر عزالملک ابوکالینجار که آخرین پادشاه آل بویه بود یورش برده و با زندانی کردن او، کل استان فارس را تحت سلطه خود درمی‌آورد … اما مدتی بعد شکست می‌خورد و پس از آن شبانکارگان دارابگرد، به حاکمیت مستقل بر سراسر شهرهای شرق و جنوب فارس بسنده می‌کنند و تا چندین سده نام کوره داراب گرد به سبب شهرت این خاندان محلی، به کوره شبانکاره تغییر پیدا می‌کند. شبانکاره‌ها از سال ۴۴۸ تا ۷۵۶ ه‍.ق در ولایت اجدادی خود به ارث حکومت کرده‌اند. (از سده پنجم تا هشتم ق)
برای مدت زیادی پایتخت حکومت شبانکاره‌ها یکی از قصبه‌های ولایت داراب گرد بنام ایج بوده‌است. ابن بلخی صاحب کتاب "فارس نامه" در سده ششم یعنی اواسط حکومت شبانکاره، قصبه ایج و استهبان را جز سرزمین‌های داراب گرد آورده‌است؛ بنابراین در این زمان، صرفاً پایتخت کوره داراب گرد در درون خودش تغییر مکان داده شده‌است. لسترنج نیز آورده‌است که در زمان حکومت طایفه شبانکاره، کرسی داراب گرد به دارکان در جنوب قلعه ایج منتقل شد. (۱۳۷۳: ۳۱۰) در کتاب‌های تاریخی، نام‌های «شبانکاره و دارابگرد» و «ملوک ایگ» از واژه‌های مرسوم هستند.
در طول تاریخ، جابجایی مقر حکومتی در استان/کوره داراب گرد به دلایل مشخصی صورت می‌گرفته و این جابجایی عمدتاً بین شهر قدیم دارابگرد، دژ رمبه، ایج و نهایتاً شهر داراب اتفاق افتاده‌است.
پاول شواتس نویسنده کتاب «جغرافیای تاریخی فارس» در صفحه ۱۲۹ مکتوب خود آورده‌اند: " سرزمین شبانکاره که حمدالله قزوینی آن را ذکر می‌کند شامل قسمت بزرگی از ولایت قدیم داراب گرد می‌شد که شهر اصلی و مرکزی آن را هم در بر می‌گرفت."
جعفر شعار در حواشی و تعلیقات کتاب «صوره الارض» اثر ابن حوقل (سده چهارم ق) در صفحه ۲۶۸ توضیح بسیار مهمی در این خصوص آورده‌اند. وی می‌نویسد:
«داراب جرد یا داراب گرد همان ولایت شبانکاره است که در زمان مغول‌ها از فارس جدا شده بود و حکومتی جداگانه داشت. به هر حال اسم شبانکاره امروز بکار برده نمی‌شود و این شهرستان امروز به دارابگرد معروف است»
در کتاب " تذکره صفویه کرمان " اثر میر محمد سعید مشیزی که با مقدمه، تصحیح و تحشیه دکتر باستانی پاریزی چاپ شده‌است، جمله دارایجرد (دارابجرد) شبانکاره به روشنی ذکر شده‌است و مربوط به شرح وقایع سال ۱۱۰۴ قمری می‌باشد که نشان می‌دهد که علی‌رغم اضمحلال تدریجی شبانکارگان در سده هشتم قمری، اما همچنان واژه شبانکاره تا سده دوازدهم قمری بر تارک داراب گرد مانده‌است.
دکتر بهرام امیر احمدیان در صفحه ۶۳ کتاب «تقسیمات کشوری» می‌نویسد:
«کوره دارابجرد قسمت مهم اش جز شبانکاره شده‌است و جهرم و جویم از شهرهای آن بوده‌است. شبانکاره قسمت مهمی از کوره دارابجرد فارس بوده‌است و در میان کرمان و کوره اردشیر خوره و خلیج فارس واقع است. از شهرهای آن ایگ (ایج) و زرگان و استهبان (اسطهبانات) و داراب گرد و خیره و نیریز بوده‌است. لار نیز جز شبانکاره بوده‌است.»
بنابراین شهر لار در گذشته به عنوان یکی از بنادر داراب گرد، نقش به سزایی در اقتصاد منطقه داشته‌است. (فصلنامه تاریخ اسلام، سال هشتم، شماره مسلسل ۲۹)

## وجه تسمیه دارابگرد
داراب‌گرد از دو کلمه داراب و گِرد تشکیل شده و چنان‌که ذکر شد منسوب به داراب از پادشاهان کیانی (هخامنشی) است در مورد واژه «گرد» معانی مختلفی ازجمله شهر و مدینه، مدور و دایره شکل و ساخته شده توسطِ (نام فرد) ذکر شده که تمام این معانی در رابطه با نامگذاری دارابگرد مصداق دارد. بدین معنا که دارابگرد از بدو تأسیس شهر بوده، طرح آن مدور است و توسط داراب نیز ساخته شده‌است. در فارسنامه ناصری کلمه گِرد مترادف شهر آمده و ذکر شده: گرد به معنای شهر باشد و جِرد معرب آن است. (فارسنامه جلد ۲ ص ۱۳۰۶).
در برهان قاطع و فرهنگ آنندراج به معنای دور و حوالی و پیرامون آمده و فرهنگ معین آن را به معنی «ساخته و کرده» آورده و ذکر می‌کند در اواخر اسامی امکنه می‌آید و معنای شهر ساخته شده توسطِ (اسم خاص) می‌دهد. مثل بروگرد (بروجرد) و دارابگرد. به نوشته فرهنگ دهخدا «گرد» و «گرت» در زبان پهلوی به معنای مدور و در زبان فارسی باستان احتمالاً «کرتا» بوده‌است. دهخدا این کلمه را به معنای شهر و مدینه آورده هم چون دارابگرد و سیاوش گرد که مراد از آن شهر داراب و شهر سیاوش است، به عنوان مثال (از شاهنامه فردوسی):
| چو دیوار شهر اندر آورد گرد |  | ورانام کردند داراب‌گرد |

امروزه در برخی اماکن به صورت مزید مؤخر مکانی باقی مانده‌است از جمله: دشت گرد، سوسن گرد، لاسگرد، بروگرد (بروجرد)، خسروگرد، داراب گرد (دارابجرد)، فیروزگرد، شاپورگرد، بختاگرد (بختاجرد) و کوهگرد (گوهجرد) بنابراین دارابگرد به معنای ساخته شده توسط داراب یا حاصل کار داراب است. ابن بلخی در شرح حال دارای اکبر پسر بهمن می‌نویسد: چون پادشاهی بدو رسید … شهر دارابگرد از پارس، دارا، بکرد. (فارسنامه ابن بلخی ص ۵۵) در مسالک الممالک استخری نیز به همین معنا اشاره شده و دارابگرد را از ساخته‌های ملک دارا معرفی می‌کند. (مسالک الممالک ص ۱۱۰)
همچنین ابن حوقل در کتاب صوره الارض می‌نویسد: دارابجرد ساخته دارابن دارا و دارابجرد یعنی ساخته دارا (سفرنامه ابن حوقل ص ۴۷)
در تاریخ ثعالبی تألیف محمد بن اسماعیل ثعالبی نیشابوری (وفات۴۲۹ قمری) که ترجمه «غرر اخبار ملوک فرس و سیرهم» است آمده:
چون هما کارها را به دارا سپرد، وی بر تخت شاهی نشست و تاج بر سر نهاد و در سرزمین فارس دارابگرد را بساخت و اسیران روم را در آن جا سکونت فرمود. (تاریخ ثعالبی ص ۲۴
در فارسنامه ناصری به وجه تسمیه دارابگرد بدین گونه اشاره رفته‌است:کلمه «دار» در لغت به معنی پرورنده است. پس داراب یعنی پرورنده آب (پرورش یافته در آب) و این بلوک را برای فراوانی چشمه‌های آب گوارا و رودخانه‌های بسیار، دارابجرد که در اصل دارابگرد است نیز گویند.
برای آنکه در شاهنامه فرموده‌است: این شهر را داراب کیانی پسر بهمن بساخت و «گرد» به معنای شهر باشد و «جرد» معرب آن است و چون همای، داراب را بزاد در صندوقش گذاشت و بر روی آب رودخانه «فرات» روانه اش بداشت و به این جهت او را «دار آب» گفتند. (فارسنامه ناصری ج۲ ص۱۳۰۶)
محمد پروین گنابادی در پانویس کتاب «برگزیده مشترک یاقوت حموی» نوشته‌است:
صاحب حدود العالم در ضمن سخن از ناحیت فارس، داراگرد را شهری خرم و آبادان یاد کرده‌است و یاقوت حموی می‌گوید: کلمه دارابگرد، گاه به صورت مخفف، الف اول آن حذف می‌شود و «درابجرد» گویند و اصل، کلمه اول ترکیب است و معنی آن به فارسی کار داراب (عمل داراب) است و داراب همان دارا است که اسکندر وی را کشت. درابجند هم آمده‌است. (برگزیده مشترک یاقوت حموی پانویس ص ۴۶)
به هر حال نام دارابگرد در کتاب حدود العالم «داراگرد»، در متون عربی «دارابجرد»، در معجم البلدان «درابجرد» و در بسیاری مآخذ دیگر، «دارابگرد» آمده‌است.
در رابطه با علل نامگذاری پادشاه کیانی (بنیان‌گذار شهر دارابگرد) به نام داراب، محمد بن جریر طبری در کتاب عظیم خود یعنی تاریخ طبری آورده‌است: گویند وقتی بهمن بمرد، پسرش در شکم «خمانی «(همای) بود و پس از چند ماه که پادشاهی کرد او را بزاد و نخواست این را علنی کند و او را به صندوقی نهاد و گوهری گرانقدر همراه وی کرد و به «رود کُر» در استخر و به قولی به «رود بلخ» افکند و تابوت به دست آسیابانی از اهل استخر افتاد که طفل کوچک وی مرده بود و چون «دارا» را بیافت او را پیش زن خود برد و از زیبایی وی و گرانقدری گوهری که همراه داشت، خرسندی کرد و پرستاری او کردند و چون رشد کرد و خمانی (همای) مُقر شد که بد کرده و پسرش را در خطر هلاک انداخته، کارش علنی شد و چون به کمال رسید و امتحانش کردند همه صفات شاهزادگان را داشت و خمانی (همای) تاج بدو داد و کار شاهی را به دست گرفت و خمانی به فارس رفت و شهر استخر را بنیان کرد و… (تاریخ طبری ج ۲ ص ۴۸۶–۴۸۵).
در همین کتاب، طبری واقعه‌ای را نقل می‌کند که مشخص می‌سازد سال‌ها قبل از تأسیس شهر دارابگرد این ناحیه، مکانی آبادان بوده و سابقه تمدن داشته‌است. طبری می‌نویسد: وقتی خمانی (همای) سپاه به جنگ روم فرستاد و اسرای بسیار برای وی آوردند بگفت تا بنایان رومی که در آن میان بودند در هر گوشه از حوزه استخر (پارس) بنایی بلند و شگفت‌آور به سبک روم بسازند. یکی از بناها در شهر استخر بود دیگری در راه دارابگرد در یک فرسخی شهر و… (تاریخ طبری جلد ۲ ص۴۸۶).
اشاره طبری احتمالاً به آتشکده آذرجو است که در نزدیکی روستای کرسیا ساخته شده و بقایای آن درحال حاضرنیز قابل مشاهده است آنچه طبری آورده مربوط به زمان همای و قبل از پادشاهی داراب و احداث دارابگرد است.

## شرح حال داراب
اما زیباترین روایت از داستان داراب و علت نامگذاری وی متعلق به شاهنامه فردوسی است: بعد از کشته شدن اسفندیار پهلوان شاهنامه و پسر گشتاسب به دست رستم، گشتاسب پادشاهی را به نوه اش بهمن- پسر اسفندیار- واگذار کرد، مدت پادشاهی بهمن ۹۹ سال بود. وی در حیات خود فرزند دخترش «همای» که هنوز متولد نشده بود را ولی عهد خود قرار داد:
| چنین گفت کاین پاکتن چهرزاد |  | زگیتی فراوان نبودست شاد      |
| سپردم بدو تاج و تخت بلند   |  | همان لشکر و گنج و بخت بلند   |
| ولی عهد من او بود در جهان  |  | همان کس کز و زاید اندر نهان  |
| اگر دختر آید ورا گر پسر    |  | ورا باشد این تخت و تاج و گهر |

بعد از مرگ بهمن، همای چهرزاد در حالی که باردار بود جانشین پدر گردید ولی بعد از تولد پسر، وی را یارای دل کندن از تخت شاهی نبود. بدین لحاظ دستور داد، پسرش را در جعبه‌ای چوبین گذارند و بر آب رودخانه فرات رها سازند. صندوق چوبی توسط زن گازری (رختشویی) از آب گرفته شد و چون فرزندش را تازه از دست داده بود، کودک را به فرزندی پذیرفت و به‌دلیل آن که وی را از آب گرفته بود «داراب» نام نهاد.
| هما تخت شاهی پسند آمدش  |  | جهان داشتن سودمند آمدش  |
| سوم روز داراب کردند نام |  | کز آب روان یافتندش کنام |

بعد از این که داراب به جوانی رسید، روزی زن گازر ماجرا را به وی بازگفت. در این هنگام سپاه روم به ایران حمله آورده بود. داراب نزد یکی از سپهبدان همای به نام «رشنواد» جهت شرکت در جنگ نام نوشت. رشنواد فره ایزدی را در او تشخیص داد و از نام و نسب اش پرسید و سرانجام از روی شواهد وی را شناخت. داراب در جنگ با رومیان از خود رشادت‌ها نشان داد. رشنواد گازر و شویش را به حضور طلبید و از آن‌ها حقیقت را جویا شد. آنان نیز واقعیت امر را گفتند بعد از آن رشنواد، داراب را به نزد همای برد، وی فرزند را شناخت و عذر تقصیر آورد و بعد از ۳۲ سال پادشاهی:
| چو آمد به نزدیک ایوان فراز |  | همای آمد از دور و بردش نماز   |
| برافشاند آن گوهر شاهوار    |  | فرو ریخت از دیده خون بر کنار  |
| جوان را گرفت اندر آغوش تنگ |  | ببوسید و گسترد رویش به چنگ    |
| بیاورد و بر تخت زرین نشاند |  | دو چشمش به دیدار او خیره ماند |
| چو داراب بر تخت زرین نشست  |  | همای آمد و تاج شاهی به دست    |
| بیاورد و بر تارک او نهاد   |  | جهان را به دیهیم او مژده داد  |

روایت فردوسی از دودمان پادشاهی ایران و شرح حال همای و داراب در سایر تألیفات تاریخی نیز بازگو شده‌است. ازجمله در تاریخ ثعالبی آمده:
چون هما، کارها را به دارا سپرد، وی بر تخت شاهی نشست و تاج بر سر نهاد و همگان را از خاص و عام، پروانه حضور داد و بر آنان سخن راند، خداوند را ستایش کرد که او را شاه کشور گردانید و بر عهده گرفت که رفتار نیکو داشته باشد و بر مردم کارها آسان بگیرد. بر او نماز بردند و ستایشش کردند… دارا در سرزمین فارس، دارابگرد را بساخت و اسرای روم را آنجا سکونت فرمود، آتشکده‌ها بنیان کرد و به جز آن، شهرها بساخت که همگی نام بردار بودند. (تاریخ ثعالبی- ص۲۴)
ابن بلخی نیز در شرح حال خمانی (همای) دختر بهمن که مدت پادشاهی او را سی سال ذکر کرده نوشته‌است: نسب او و حال او یاد کرده آمد و به روایتی این چنین است کی این خمانی مانند لقبی است، اما نام او «شهر آزاد» بوده‌است. (فارسنامه ابن بلخی ص ۱۵)
گفتنی است نخستین مدرسه داراب که در سال ۱۳۰۳ شمسی «شهر آزاد» نام نهاده شد به نحوی با تأسیس شهر داراب مرتبط است و از حسن سلیقه نامگذاران آن حکایت می‌کند. ابن بلخی هم چنین در شرح حال داراب وی را «دارای اکبر» می‌نامد در مقابل «دارای کوچک» که پسرش بود و بعد از وی سلطنت یافت. دارای کوچک در نبرد با اسکندر رومی شکست یافت و حکومت را وا گذاشت. به نظر می‌رسد در روایات افسانه‌ای، شخصیت داریوش اول و داریوش دوم هخامنشی هر دو در وجود «داراب» پسر همای و بنیانگذار شهر دارابگرد تجلی یافته و «دارای کوچک» (پسر داراب) همان داریوش سوم باشد که آخرین پادشاه هخامنشی است و بعد از وی اسکندر و جانشینانش بر جای او تکیه زدند و بر ایران حاکم شدند.

## تقسیمات ایالت فارس
ایالت فارس از دورهٔ قبل از اسلام به پنج خوره (کوره) تقسیم شده‌بود (برای کوره معانی مختلفی ذکر شده ازجمله روشنایی، شهر، ولایت و استان). این پنج کوره که در دوره بعد از اسلام نیز برقرار بودند، عبارتند از:
- کورهٔ اصطخر که پایتخت آن استخر بود و تخت جمشید در آن قرار داشت.
- کوره دارابگرد که پایتخت آن شهر دارابگرد بود.
- کورهٔ اردشیر یا اردشیرخوره که پایتخت آن شهر جور (فیروزآباد کنونی) بود.
- کورهٔ شاپور یا شاپورخوره که پایتخت آن شهر شاپور (۱۸ کیلومتری کازرون کنونی) نام داشت.
- کورهٔ قباد یا قبادخوره که پایتخت آن شهر ارگان یا ارجان (در نزدیکی بهبهان کنونی) بود.[۴]

چنان‌که مشخص است به جز کوره استخر که نام قدیمی خود را حفظ کرده‌بود، سایر ایالات به نام بنیان‌گذاران آن‌ها نامگذاری شده‌بود.